# نيو بليزينغ
نيو بليزينغ منطقة تقع إدارياً ضمن مقاطعة بوت (كاليفورنيا) في الولايات المتحدة.